# ジャンヌ＝エリザベート・ショーデ
ジャンヌ＝エリザベート・ショーデ（Jeanne-Élisabeth Chaudet、結婚前の姓は ガビュウ(Gabiou)、1767年1月23日 - 1832年4月18日）はフランスの画家である。主に肖像画を描いた。

## 略歴
パリのカツラ製造者の娘に生まれた。いとこに画家になった3人の姉妹、マリー＝ヴィクトワール・ルモワーヌ(Marie-Victoire Lemoine: 1754-1820)、マリー＝エリザベート・ルモワーヌ(Marie-Élisabeth Gabiou, née Lemoine: 1761-c.1811)、マリー＝ドニーズ・ルモワーヌ (Marie-Denise Villers, née Lemoine; 1774-1821)がいた。ジャンヌ＝エリザベート・ショーデの公証人になった兄がルモワーヌ姉妹の一人のマリー＝エリザベート・ルモワーヌと1789年に結婚したので、 彼女たちと義理の姉妹になった。
画家になったいとこの影響や、彫刻家のアントワーヌ＝ドニ・ショーデ(1763-1810)と知り合い、彼から絵を学んで、画家になった。1793年にショーデと結婚した。
1779年から1787年まで開かれた、美術アカデミー会員以外の芸術家が参加する展覧会(Salon de la Correspondance)に1785年にデビューし、フランス革命後に公募制になったパリのサロンに、1796年から1817年まで出展した。その作品のスタイルは当時人気のあった風俗画家のジャン＝バティスト・グルーズ(1725-1805)のスタイルで出発し、ロマン派の先駆者とされる画家のテオドール・ジェリコー(1791-1824)に影響を受けたものになっていったとされる 。
1810年に最初の夫、アントワーヌ＝ドニ・ショーデが亡くなった後、1812年に上級役人と結婚したが1817年まで展覧会への出展を続けた。
1832年に65歳でコレラに罹ってパリで亡くなった。1843年に2番目の夫が10点の彼女の作品をアラスの美術館に寄付したがそのうちの9点の作品は第一世界大戦でアラスが大きな被害を受けた時に失われた。
1905年にイギリスで出版されたウォルター・ショー・スパロー(Walter Shaw Sparrow: 1862–1940)の「Women Painters of the World」は1905年までの200人の女性画家と300点を超える女性画家の作品を掲載しているが、ジャンヌ＝エリザベート・ショーデの作品「父親の軍刀を運ぶ少女の像」（軍人バルビエの娘で後のヴィヨ夫人(Madame Villot, née Barbier)の肖像画とされる）が収録されている 。

## 作品

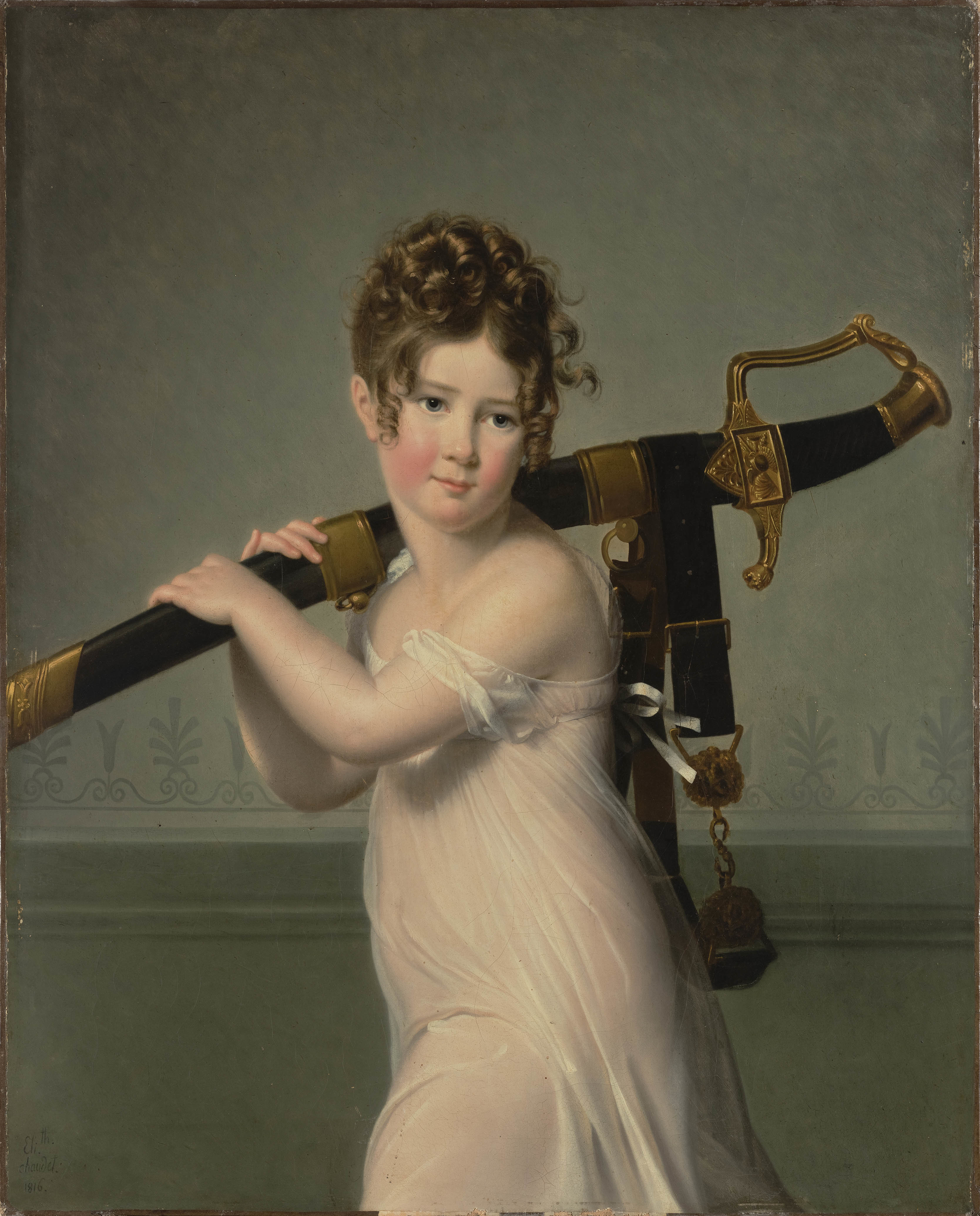
「父親の軍刀を運ぶ少女の像」(1816)
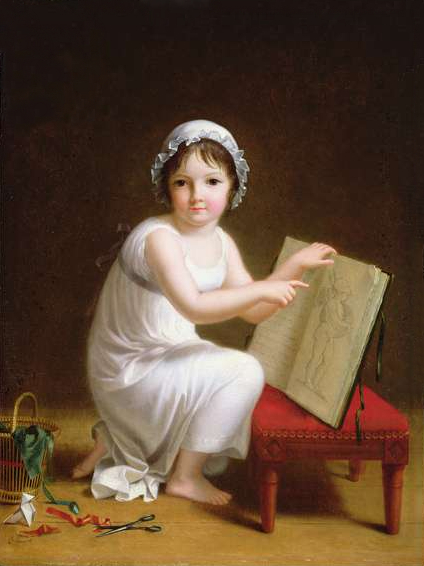
本の天使の絵を指さす子供 (c.1801)
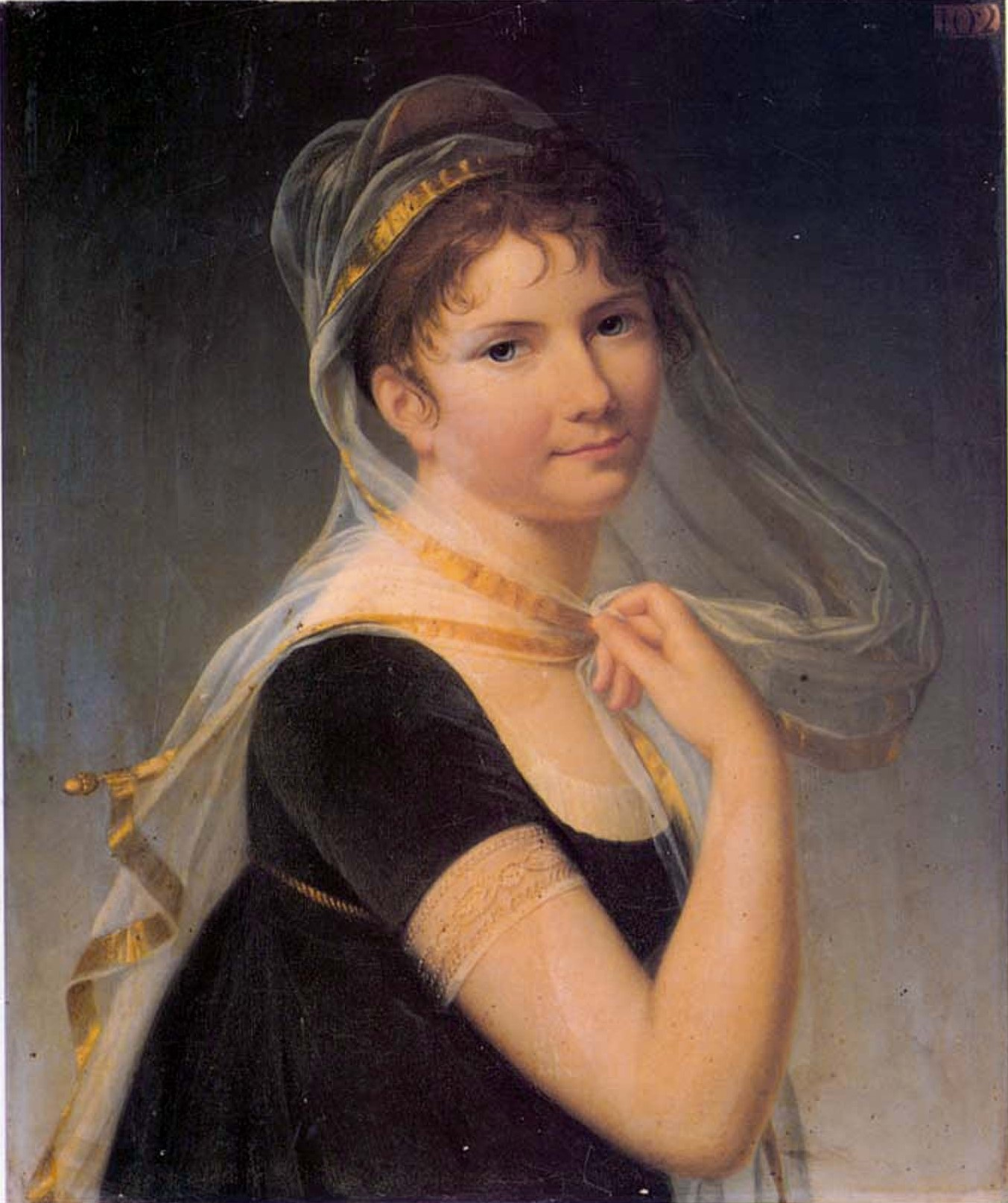
Pauline Augustinの肖像画
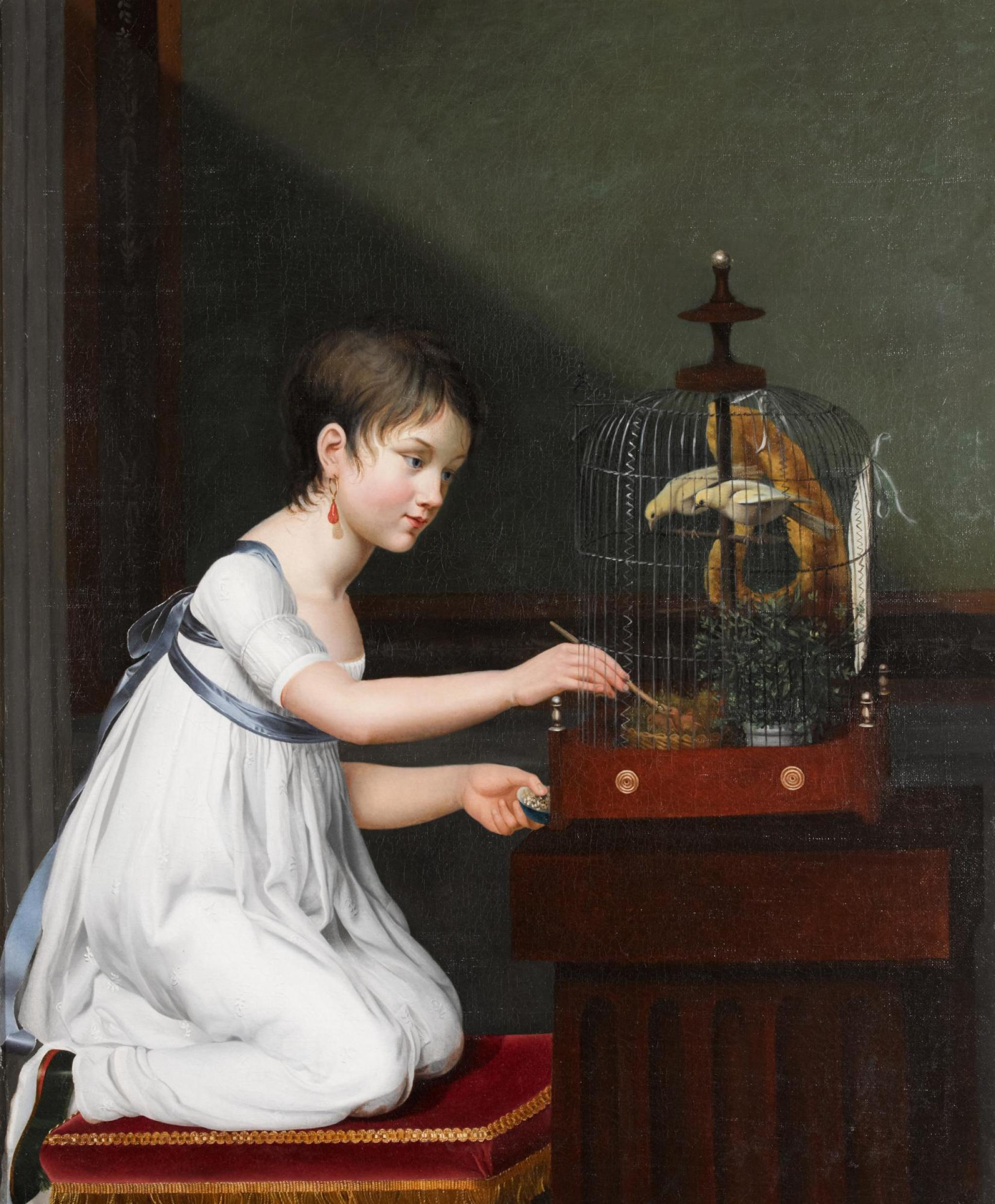
鳥かごを掃除する少女
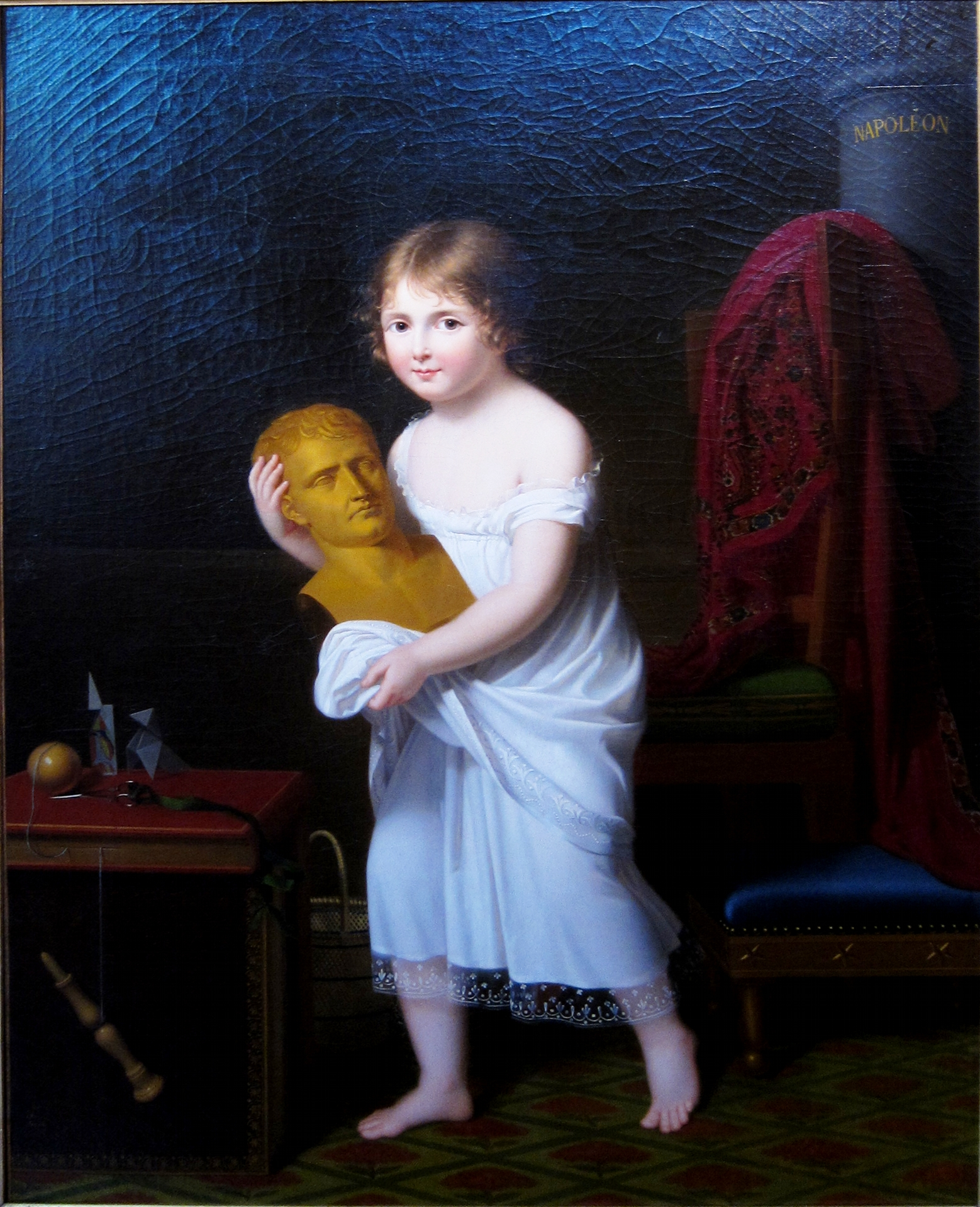
ナポレオン像を運ぶレティツィア・ミュラ(1805) Musée Fesch蔵